# グレーテ・フォン・ツィーリッツ
グレーテ・フォン・ツィーリッツ（Grete von Zieritz、1899年3月10日 - 2001年11月26日）はオーストリア、ドイツの作曲家、ピアニスト。

## 生涯
グレーテ・フォン・ツィーリッツはウィーンに生まれ、オーストリアの貴族の家系としてウィーン、インスブルック、グラーツで育った。彼女は6歳の時、初めてピアノの手ほどきを受けた。その後、ピアノをフーゴ・クレーマー、作曲をRoderick Mojsisovics (英語版)に師事する。彼女は8歳の時、初のコンサートを行った。
その後、彼女はベルリンでフランツ・リストの生徒であるマルティン・クラウゼとルドルフ・マリア・ブライトハウプトから作曲とピアノを学ぶ。1921年、彼女が作曲した『日本の歌』の演奏を成功に収めた後、作曲家になることを決心。フォン・ツィーリッツは音楽の教師として教鞭を握る傍ら、1926年から1931年までフランツ・シュレーカーの下で学ぶ。1939年にフランクフルトで開催された国際音楽祭においてフォン・ツィーリッツは18ヵ国から集まった作曲家の中でただ一人の女性だった。2009年、ウィーン・ドナウシュタットのZieritzgasseは彼女にちなんで名付けられた。彼女は2001年にベルリンで息を引き取った。

## 受賞
- 1928年 Mendelssohn-State Award
- 1928年 Schubert scholarship to Columbia Phonograph Company
- 1978年 Merit First Class for Science and the Arts
- 1979年 Order of Merit
- 1982年 PRS-Medal of Honour for 50-year membership
- 1999年 Badge of Honour of the National Music Council, Berlin
- 1999年 German Critics' Award（Special）

## 作品
- ソプラノとピアノのための『日本の歌』 Japanische Lieder für Sopran und Klavier（1919年）
- ピアノのための前奏曲とフーガハ長調 Praeludium und Fuge in c für Klavier（1924年）
- ヴィオラとピアノのためのソナタ 作品67（1939年）
- ヴァイオリンとヴィオラの二重奏のための『万華鏡』 作品127（1969年）
- 独奏ヴィオラのための組曲 作品141（1976年）
- オルガンのための前奏曲とフーガ Präludium und Fuge für Orgel（1977年）
- オルガン独奏のためのオルガン協奏曲 Orgelkonzert für Orgel Solo（1995年）